# NGC 4471
NGC 4471 est une galaxie elliptique naine située dans la constellation de la Vierge. NGC 4471 a été découverte par l'astronome allemand Julius Schmidt en 1861.

## Caractéristiques

### Distance
Sa vitesse par rapport au fond diffus cosmologique est de 1 211 ± 24 km/s, ce qui correspond à une distance de Hubble de 17,9 ± 1,3 Mpc (∼58,4 millions d'al).
Bien que NGC 4471 ne figure dans aucun groupe des sources consultées, sa désignation VCC 1203 (Virgo Cluster Catalog) indique qu'elle fait partie de l'amas de la Vierge.

## NGC 4471, une étoile?

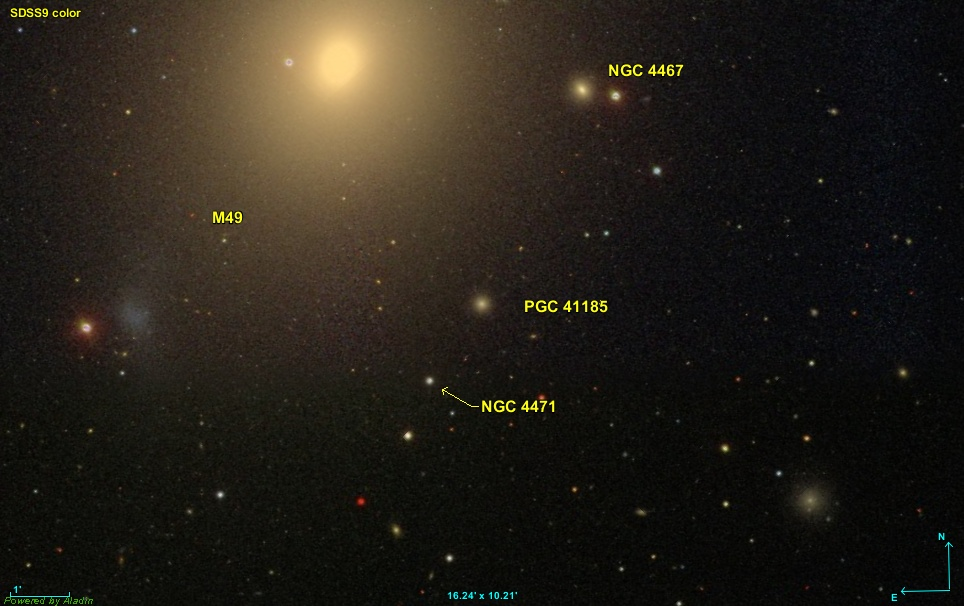
Selon plusieurs sources, NGC 4471 serait l'étoile située au sud-est de PGC 41185.

Notons qu'il n'y a rien aux coordonnées inscrites par Julius Schmidt pour NGC 4471, mais cette position est près d'une étoile ou encore de la galaxie PGC 41185. Selon Steve Gottlieb, la description de Schmidt de son observation correspond à l'étoile pâle située au sud-est de PGC 41185. Harold G. Corwin, professeur au California Institute of Technology souligne qu'aucune galaxie compacte se trouvant au nord-ouest de l'étoile ne figure dans ses observations et qu'il doute que Schmidt ait observé PGC 41185 avec sa lunette astronomique (refractor) de 11 pouces de diamètre.
Wolfgang Steinicke indique également que NGC 4471 est une étoile, ainsi que le site allemand de Wikipédia.
En conclusion, l'identification de NGC 4471 par les bases de données NASA/IPAC, Simbad et HyperLeda serait une erreur.